# Epsilon Pegasi
Pour les articles homonymes, voir Epsilon (homonymie).
Désignations
Epsilon Pegasi (ε Peg / ε Pegasi), également nommée Enif, est l'étoile la plus brillante de la constellation de Pégase. Avec une magnitude apparente d'environ 2,4, cette supergéante rouge précède de peu Scheat. D'après la mesure de sa parallaxe annuelle par le satellite Hipparcos, l'étoile est située à environ ∼ 690 a.l. (∼ 212 pc) de la Terre. Elle s'éloigne du Système solaire à une vitesse radiale de +3,4 km/s.

## Nomenclature

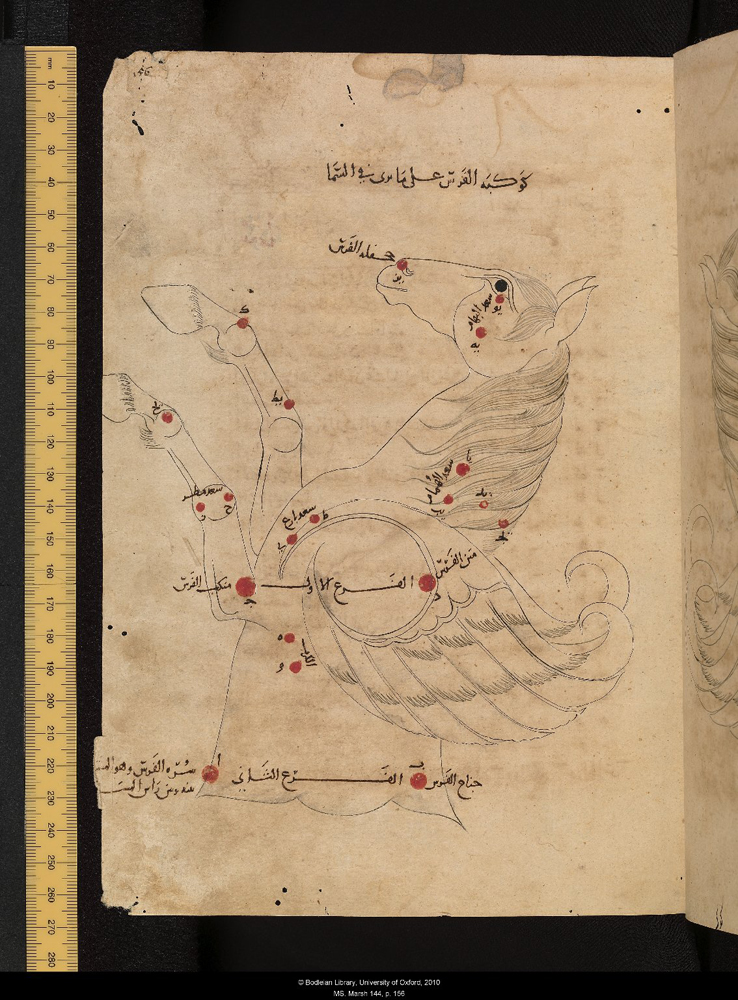
La figure de الفرس al-Faras, dans une édition du traité de ᶜAbd al-Raḥmān al-Sūfī al-Ṣūfī ca. 1009, Bodleian Library, Oxford. جحفلة الفرس Ğaḥfalat al-Faras est le nom porté par ε Peg sur ce dessin.

ε Pegasi, latinisé Epsilon Pegasi, est la désignation de Bayer de l'étoile. Elle porte également la désignation de Flamsteed de 8 Pegasi.
Enif est le nom approuvé pour ε Peg par l’Union astronomique internationale (UAI). C’est l’arabe الفرس أنف Anf al-Faras, « le Nez du Cheval », nom rare donné dans le cadre du ciel gréco-arabe, les noms les plus fréquents donnés pour cette étoile de l’astrolabe étant فم الفرس Fum al-Faras, « la Bouche du Cheval », et جحفلة الفرس Ğaḥlafat al-Faras, « la Lippe du Cheval ». Mais il doit figurer sur l’astrolabe puisqu’il est introduit par Jean de Londres (1246) sous la forme cinf .i. muscida equi. À la fin du Moyen Âge, on lit Enif, Scaligero Enf Alpheras dans l’Uranometria de Johann Bayer (1603), nom relevé par Richard Allen (1899), et qui se perpétue dans les catalogues du XXe siècle,.
Autres noms venus du ciel arabe :
Fum al Faras, est l’arabe فم الفرس Fum al-Faras, « la Bouche du Cheval », que ᶜAbd al-Raḥmān al-Ṣūfī relève sur l’astrolabe,. Figurant dans le traité d'al-Qazwīnī (XIIIe s.) édité par Christian Ludwig Ideler (1806), lequel donne la transcription‘fom el feres‘, il est relevé comme nom dans des catalogues du XIXe siècle par Richard Hinckley Allen (1899), qui contribue à le maintenir.
Jahfelez alferaz est l‘arabe جحفلة الفرس  Ğaḥfalat al-Faras, « la Lippe du Cheval ». Ce nom est également relevé sur l’astrolabe par ᶜAbd al-Raḥmān al-Ṣūfī. Introduit sous la forme ‘jachlefez alferaz‘ dans le Tables tolédanes (XIIIe s.), on le retrouve, probablement à partir de Christian Ludwig Ideler (1806), chez Richard Hinckley Allen (1899), à partir de qui il figure comme nom dans les catalogues.

## Propriétés
Enif est une supergéante orange de type spectral K2Ib-II. Elle est environ 12 fois plus massive que le Soleil et on estime qu'elle est âgée de 20 millions d'années. Malgré son jeune âge, elle est donc déjà dans les dernières phases de son évolution stellaire. Bien qu'Enif n'ait plus que quelques millions d'années devant elle, on ne sait toujours pas si elle va exploser en une supernova ou devenir une naine blanche inhabituelle à néon et à oxygène, car sa masse se trouve à la limite entre les étoiles destinées à exploser et celles destinées à devenir des naines blanches très denses. Le rayon de l'étoile est autour de 183 fois plus grand que le rayon solaire, elle est près de 13 000 fois plus lumineuse que le Soleil et sa température de surface est de 4 253 K.
Enif est une variable irrégulière à longue période de sous-type LC, dont la magnitude apparente varie habituellement entre 2,37 et 2,45. Toutefois, en 1972, elle semble avoir procédé à l'éjection d'une vaste quantité de matière qui a amené sa magnitude jusqu'à 0,70 durant quelques minutes. Il est ainsi possible que les supergéantes rouges telles qu'Enif connaissent de gigantesques éruptions qui sont considérablement plus lumineuses que les éruptions solaires.

## Dans la fiction
Epsilon Pegasi est l'emplacement d'un avant-poste majeur dans le jeu FreeSpace 2, la Station Enif.